# Géza magyar királyi herceg (1151–1210)
Géza herceg (1151–1210 előtt) Árpád-házi magyar herceg, trónkövetelő, II. Géza és Eufrozina kijevi nagyhercegnő fia, III. István és III. Béla öccse.

## Élete
Géza herceg 1151-ben született II. Géza és Eufrozina negyedik gyermekeként. III. István halála után anyja őt akarta trónra juttatni a görög neveltetésű III. Béla helyett, trónra lépése után azonban Béla a szervezkedő Eufrozinát Gézával együtt elfogatta. Gézának sikerült megszöknie a börtönből, és V. Lipót osztrák herceghez menekült, aki azonban kiszolgáltatta III. Bélának. Egy év múlva sikerült Csehországba szöknie, de Sobeslav is kiadta, 1177 és 1189 között börtönben volt. 1189-ben Barbarossa Frigyes kérésére 2000 magyar harcossal a keresztes hadjárathoz csatlakozott, s bár a csapatot III. Béla visszarendelte, Géza valószínűleg a Bizánci Birodalom területén maradt, ahol 1190-91-ben megnősült. Bizánci nőt vett feleségül. Géza gyermekei még 1210-ben is éltek.